# Джерби, Ярден
Ярден Джерби (ивр. ירדן ג'רבי‎; 8 июля 1989, Кфар-Саба, Центральный округ, Израиль) — израильская дзюдоистка, бронзовый призёр Олимпийских игр 2016 года, чемпионка мира, призёрка чемпионатов Европы и Европейских игр.

## Биография
Ярден Джерби родилась в Кфар-Сабе, но с ранних лет жизни жила в Нетании. Её мать, Нурит, ландшафтный дизайнер. Отец, Шмуэль (Шмулик), генеральный директор компании «Монитекс» и изобретатель электронного счётчика для автомашин такси. С 6 лет занимается дзюдо в Национальном институте спорта имени Вингейта. Родители поддерживают её финансово и оплачивают её поездки на соревнования в составе сборной Израиля. Тренирует спортсменку тренер Шани Гершко, главный тренер женской сборной Израиля, выступавший за юношескую сборную Украинской ССР и бывший чемпионом Украинской ССР среди юношей.
С 2008 года вела противостояние за право представлять Израиль на соревнованиях с Алис Шлезингер. Из-за поражения в 1/8 финала чемпионата мира во Франции в 2011 году Ярден не поехала на Лондонскую олимпиаду, где Израиль в её весе представляла Алис. В дальнейшем сумела выбить Шлезингер из состава сборной, и та стала выступать (в том числе на Олимпиаде в Рио) за Великобританию.
Живёт в Нетании и учится в Открытом университете Израиля на факультете экономики и управления производством.
- На чемпионате мира 2013, проходившем в Рио-де-Жанейро, победила в финальном поединке француженку Клариссу Агбегнену, тем самым завоевав золотую медаль в категории до 63 килограмм[3].

- На чемпионате мира 2014, проходившем в Челябинске, завоевала серебряную медаль в весовой категории до 63 кг[4].

- На Олимпийских играх 2016 года Ярден завоевала бронзовую медаль.